# Gonomyia (Leiponeura) hoffmaniana
Gonomyia (Leiponeura) hoffmaniana is een tweevleugelige uit de familie steltmuggen (Limoniidae). De soort komt voor in het Neotropisch gebied.